# Смедерево (городское поселение)
Сме́дерево (серб. Град Смедерево) — городское поселение в Сербии, входит в Подунайский округ.
Население городского поселения составляет 109 007 человек (2007 год), плотность населения составляет 225 чел./км². Занимаемая площадь — 484 км², из них 78,8 % используется в промышленных целях.
Административный центр городского поселения — город Смедерево. Городское поселение Смедерево состоит из 28 населённых пунктов, средняя площадь населённого пункта — 17,3 км².

## Статистика населения
| Год  | Население, чел. |
| ---- | --------------- |
| 1991 | 109 337         |
| 2001 | 110 022         |
| 2002 | 109 782         |
| 2003 | 109 622         |
| 2004 | 109 669         |
| 2005 | 109 631         |
| 2006 | 109 379         |
| 2007 | 109 007         |